# Henri Poulain
Henri Poulain (ur. 29 czerwca 1921 w Épierre we Francji, zm. 22 października 1978 w Łodzi) – polski malarz, rzeźbiarz i scenograf.

## Życiorys
Studia plastyczne ukończył w École nationale supérieure des beaux-arts oraz w École nationale supérieure des arts appliqués et des métiers d’art. 13 marca 1943 roku został wywieziony przez Niemców do obozu w Berlinie, a następnie wysłany na przymusowe roboty do Kalisza (włączonego wówczas do Rzeszy Niemieckiej), gdzie pracował jako robotnik w jednej z fabryk. W okresie okupacji nawiązał kontakty z kaliskim konspiracyjnym Teatrem Tajnym, prowadzonym przez Mariana Lenka i Sabinę Kazanowską. Wtedy, w wieku 22 lat, zaprojektował scenografie do Nie-Boskiej Komedii Zygmunta Krasińskiego, Hamleta Williama Szekspira i Don Juana Moliera, które miały być wystawione po zakończonej wojnie. Brał udział w ruchu oporu. Aresztowany w styczniu 1945 za działalność konspiracyjną i sabotażową, został wywieziony do obozu koncentracyjnego w Altenheim w Saksonii, gdzie otrzymał numer więzienny 33276. Po wojnie, w 1945 roku, przyjechał do Piotrkowa Trybunalskiego, gdzie osiedlił się na stałe i do 1953 roku pracował jako inwentaryzator i konserwator zabytków. Jednocześnie wraz z miejscowymi działaczami rozpoczął prace nad zorganizowaniem Robotniczego Teatru Lalek "Sezam", który ostatecznie uruchomiono na przełomie lat 1949/1950. Nawiązał również szeroką współpracę z teatrami dramatycznymi, operowymi i lalkowymi.
Głównie związany był ze scenami łódzkimi, projektując dla Teatru „Pinokio” w Łodzi, Teatru Nowego, Teatru Powszechnego, Teatru Wielkiego oraz dla łódzkiego ośrodka telewizyjnego.
Współpracował z takimi reżyserami, jak: Kazimierz Dejmek – scenografia do Obrony Sokratesa Platona (1960) i Patny Josepha Conrada (1976); Tadeusz Minc – do Snu srebrnego Salomei Juliusza Słowackiego (1966); Witold Zatorski – do Życie jest snem Pedro Calderóna (1969). W Teatrze Wielkim zrealizował opery: Tosca Giacomo Pucciniego, Aida Giuseppe Verdiego. Współpracował też z teatrami w Krakowie, Gdańsku, Poznaniu, Toruniu.
Był scenografem o rozległej skali środków dekoracyjnych, wykorzystywał bogatą gamę kolorów, kompozycje architektoniczne, w jego projektach kostiumów dostrzegano inspiracje malarstwem, szczególnie flamandzkim.
Pochowany na Starym Cmentarzu w Łodzi przy ul. Ogrodowej.

## Życie prywatne
Jego pierwszą żoną była Krystyna Prawdzic-Bentkowska, współzałożycielka Teatru Sezam, drugą Aniela Barbara Rowińska. Następnie do końca życia był w związku z Mirosławą Marcheluk.

## Nagrody i wyróżnienia
- 1968: Warszawa – V Telewizyjny Festiwal Teatrów Dramatycznych – dyplom honorowy za scenografię do przedstawienia Tkacze Gerharta Hauptmanna
- 1973: Odznaka Honorowa miasta Łodzi